# Hiperparatiroidismo
El hiperparatiroidismo es una alteración que consiste en que las glándulas paratiroideas segregan mayor cantidad de hormona paratiroidea, reguladora del calcio, magnesio y fósforo en la sangre y hueso.
Por ejemplo, al disminuir la calcemia, aumenta la cantidad de hormona paratiroidea para tomar calcio de los huesos y de la digestión.

## Tipos
- Hiperparatiroidismo primario: Es una alteración en la glándula que produce la hormona en exceso, aun existiendo niveles normales de calcio en sangre. Se trata de una hiperfunción de la glándula paratiroidea sin relación con los niveles de calcio. Su etiología es, por orden de frecuencia: adenomas, hiperplasia, cáncer y síndromes poliglandulares. La frecuencia del hiperparatiroidismo primario en mujeres es de 2:1 frente a la de los hombres. Este dato se ve aún más acentuado en el caso de mujeres posmenopáusicas. Del mismo modo tiene mayor frecuencia en países fríos que en cálidos.
- Hiperparatiroidismo secundario: Es aquel originado por un déficit de calcio o vitamina D en sangre (disminución de la calcemia) o indirectamente por una hiperfosfatemia (aumento de fósforo). Esto sucede, por ejemplo, en las dietas pobres en calcio o por malabsorción intestinal o por una insuficiencia renal, lo que puede dar lugar a una reacción por parte de la glándula segregando más PTH para mantener la calcemia.
- Hiperparatiroidismo terciario: Ocurre en pacientes con insuficiencia renal cuando una o más de las glándulas paratiroideas se vuelven autónomas (hiperplasia) y producen hipercalcemia.
- Hiperparatiroidismo ectópico: Fue descrito por St. Goar en 1963 provocado por tumores en otras localizaciones (distintas a la glándula paratiroides), que son secretores de PTH, como sucede por ejemplo en algún tipo histopatológico de cáncer de pulmón.
- Hiperparatiroidismo congénito: Suele deberse a una respuesta frente a un hipoparatiroidismo original de la madre.

## Clínica
Al aumentar la calcemia, y consiguientemente la calciuria, se van a producir:
- Osteoporosis u osteolisis, lo que va a facilitar la existencia de dolores y/o fracturas. También pueden aparecer lesiones líticas localizadas, conocidas como tumores pardos.
- Frecuente aparición de cálculos renales.
- Signos digestivos por atonía del tubo digestivo, como por ejemplo anorexia, vómitos, estreñimiento, úlceras gastroduodenales, pancreatitis...
- Hipotonía muscular.
- Acortamiento del espacio QT en el electrocardiograma por trastornos de la contractilidad miocárdica al estar alterado el calcio.
- Trastornos psíquicos como apatía y alucinaciones.
- Caída del cabello.
- Cansancio.
- Debilitamiento de las uñas.
- En el laboratorio: aumento del calcio y disminución del fósforo.

Los trastornos psiquiátricos más comunes durante el hiperparatiroidismo son el ánimo depresivo con debilidad e irritabilidad. Otros síntomas que pueden aparecer son: falta de iniciativa y espontaneidad, retardo psicomotor generalizado y ansiedad. En las crisis paratiroideas pueden producirse reacciones psicóticas agudas con aluciaciones, paranoia, agresividad y delirium.

## Diagnóstico
Los niveles analíticos de la hipercalcemia o las concentraciones elevadas de paratohormona y fosfatasa alcalina aportan datos muy importantes para concluir el diagnóstico de la enfermedad. También la radiografía, la ecografía, la gammagrafía o el TAC serían útiles.

## Tratamiento
Consistirá en la administración de fosfatos, hormona del crecimiento, y, si hubiera tumor hipersecretante, extirpación quirúrgica.